# 会展西路隧道
会展西路隧道，是中华人民共和国廣東省广州市一条在建的南北向过江隧道，南起海珠区新港东路，下穿琶洲会展中心四期展馆、阅江路、珠江前航道、临江大道，北接天河区规划的员村大道，全长约1.24公里，设计双向六车道，设计时速为40公里，于2021年6月开工，期望预计于2026年底建成。该隧道的建成，有望缓解周边过江桥梁（广州大桥、猎德大桥、华南大桥、琶洲大桥）的交通压力，改善珠江东部南北两岸的通行效率。